# Estatocist

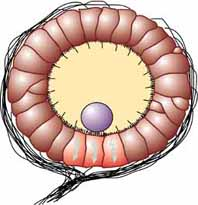
Una imatge que representa un estatocist.

Els estatocists són els òrgans de l'equilibri d'invertebrats com els mol·luscs, bivalves, cnidaris, equinoderms, cefalòpodes, i crustacis. Una estructura similar es troba als Xenoturbella.
Tenen una estructura en forma de sac, amb un epiteli de cèl·lules ciliades, líquid i estatòlits en el seu interior. Aquests darrers són masses calcàries que quan es desplacen pergravetat i el mateix moviment de l'animal, pressionen sobre l'epiteli ciliat, el qual mitjançant connexions nervioses, envia la informació al centre elaborador de la posició en la que es trobi.
El seu equivalent en els vertebrats correspon als otòlits, ubicats en l'oïda interna, per la qual cosa en els vertebrats és un sistema estato-acústic.

## Els estatocists en els equinoderms
Pel fet que molts dels equinoderms només tenen un sistema nerviós simple sense un cervell que el controli, estan limitats en les seves reaccions en resposta als estímuls. Per tant, els estatocists són útils per indicar l'equinoderm si estan cap amunt o no. En equinoderm cap avall no està protegit per les espines que té a la part de dalt.